# Casa in linea

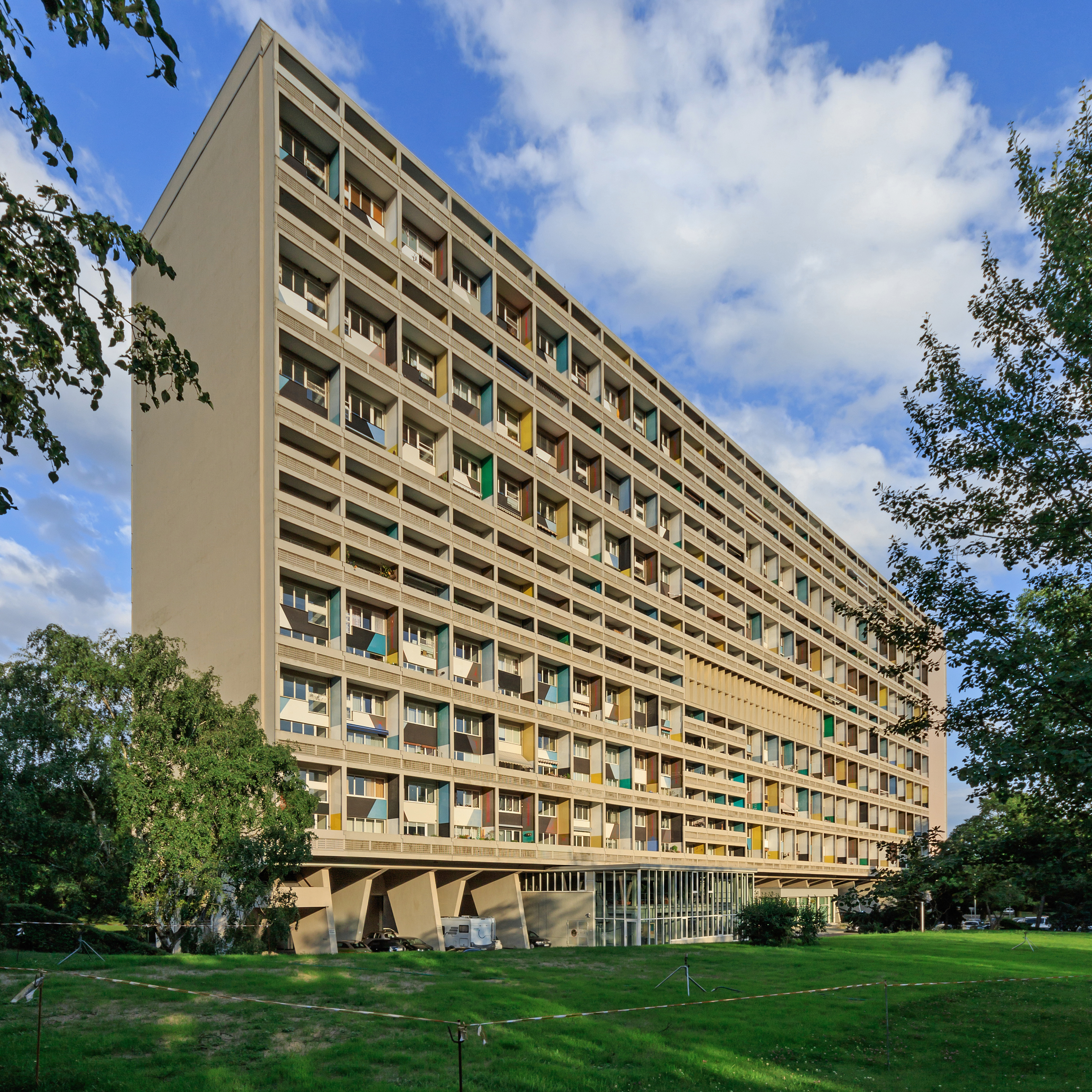
Casa in linea di Le Corbusier a Berlino (1957)

La casa in linea  è una tipologia edilizia plurifamiliare costituita  da un vano scala che serve almeno due appartamenti per piano. Può anche essere conformata dall'aggregazione lineare di  due o più corpi scala. Non vi è un numero di piani precostituito e non vi è alcuna limitazione sul numero massimo degli appartamenti per piano. Esempio tipico di casa in linea è la palazzina romana. Quando l'altezza dell'edificio è superiore alla misura di ciascun lato della pianta la casa in linea assume la definizione di casa a torre
Il corpo di fabbrica ha generalmente dimensioni costanti lungo l'asse trasversale e può crescere indefinitamente lungo l'asse longitudinale. Questo tipo di soluzione abitativa è detta "a stecca" quando l'asse longitudinale è rettilineo, "a crescent" quando tale asse è curvo, "ad angolo" quando segue assi di aggregazione ortogonali.
La densità delle case in linea varia a seconda del numero dei piani, che varia da un minimo di tre a un massimo di sette.